# Flugplatz Zrenjanin

i8
i11
i13
Der Flugplatz Zrenjanin (serbisch Аеродром 3рењанин Aerodrom Zrenjanin, ICAO-Code: LYZR) mit Graspiste, aufgrund seiner geografischen Lage auch Flugplatz Ečka, liegt in der serbischen autonomen Provinz Vojvodina, etwa 5 Kilometer südöstlich der Stadt Zrenjanin. Er gilt als größter Flugplatz der Klasse C auf der Balkanhalbinsel. Zugelassen sind Leichtflugzeuge bis 5,7 t MTOW.

## Geschichte
Der Flugplatz wurde im Jahr 1942 während der Besatzung des Banats durch Nazi-Deutschland im Zweiten Weltkrieg für die Luftwaffe erbaut, um militärische Angriffe auf Ziele in Serbien durchzuführen. Die Start- und Landebahn galt seinerzeit mit einer Länge von 1800 Metern als die längste Betonpiste der Welt.
Im Zuge des Bruchs mit der Sowjetunion ließ die KPJ die betonierte Landebahn im Jahr 1948 von der Jugoslawische Volksarmee zerstören.